# Квінсі Адамс Сойєр (фільм)
«Квінсі Адамс Сойєр» (англ. Quincy Adams Sawyer) — американська комедійна драма режисера Кларенса Дж. Баджера 1922 року.

## У ролях
- Джон Бауерс — «Квінсі Адамс Сойєр»
- Бланш Світ — Аліса Петтенгіл
- Лон Чейні — Овадія Строут
- Барбара Ла Марр — Лінді Патнем
- Ельмо Лінкольн — Абнер Стайлз
- Луїза Фазенда — Менді Скіннер
- Джозеф Дж. Даулінг — Натаніель Сойєр
- Клер Макдауелл — місіс Патнем
- Едвард Коннеллі — диякон Петтенгіл
- Джун Елвідж — Бетсі Енн Росс